# Тулькулі
Тулькулі́ (каз. Түлкілі) — село у складі Бурабайського району Акмолинської області Казахстану. Входить до складу Златопольського сільського округу.
Населення — 94 особи (2021; 232 у 2009, 343 у 1999, 365 у 1989).
Національний склад станом на 1989 рік:
- казахи — 100 %.